# Coupe d'Angleterre de football 1937-1938
Navigation
Coupe d'Angleterre 1936-1937 Coupe d'Angleterre 1938-1939
La Coupe d'Angleterre de football 1937-1938 est la 63e édition de la Coupe d'Angleterre, la plus ancienne compétition de football, la Football Association Challenge Cup (généralement connue sous le nom de FA Cup).
Preston North End remporte la compétition pour la deuxième fois de son histoire, battant Huddersfield Town en finale sur le score de 1 à 0 à Wembley à Londres.

## Compétition

### Quarts de finale
Les quarts de finale ont lieu le 5 mars 1938.
| Équipe 1          | Résultat | Équipe 2          |
| ----------------- | -------- | ----------------- |
| Brentford FC      | 0 - 3    | Preston North End |
| Tottenham Hotspur | 0 - 1    | Sunderland        |
| York City         | 0 - 0    | Huddersfield Town |
| Aston Villa       | 3 - 2    | Manchester City   |

Match d'appui le 9 mars 1938 :
| Équipe 1          | Résultat | Équipe 2  |
| ----------------- | -------- | --------- |
| Huddersfield Town | 2 - 1    | York City |

### Demi-finales
Les demi finales ont lieu le 26 mars 1938, tous les matchs ont lieu sur terrain neutre.
| Équipe 1          | Résultat | Équipe 2    |
| ----------------- | -------- | ----------- |
| Preston North End | 2 – 1    | Aston Villa |
| Huddersfield Town | 3 – 1    | Sunderland  |

### Finale
| Finale de la coupe d'Angleterre 1937-1938 | Preston North End | 1 – 0   | Huddersfield Town | Wembley, Londres     |                      |
| 30 avril 1938                             |                   | (0 – 0) |                   | Spectateurs : 93 497 | Spectateurs : 93 497 |

- Preston North End remporte sa deuxième Coupe d'Angleterre[2].